# Pelidnota boyi
Pelidnota boyi är en skalbaggsart som beskrevs av Ohaus 1928. Pelidnota boyi ingår i släktet Pelidnota och familjen Rutelidae. Inga underarter finns listade i Catalogue of Life.